# كنيسة الصليب المقدس (أوهايو)
كنيسة الصليب المقدس (بالانجليزية: Holy Cross Church) هي كنيسة كاثوليكية رومانية تقع في كولومبوس بولاية أوهايو في الولايات المتحدة. تأسست الأبرشية عام 1848، وتعد أقدم أبرشية كاثوليكية في المدينة. بُنيت الكنيسة الحالية في الفترة ما بين 1848 و1850 بأسلوب العمارة القوطية، ولا تزال واحدة من أقدم المباني الدينية الباقية في كولومبوس.

## التاريخ
تم إنشاء كنيسة الصليب المقدس لخدمة الجالية الكاثوليكية الألمانية في كولومبوس. قبل تأسيسها، كان الكاثوليك الألمان يحضرون القداس في كنيسة القديس يوسف، والتي أصبحت لاحقًا كاتدرائية القديس يوسف. مع تزايد عدد المصلين من أصل ألماني، تم تأسيس كنيسة جديدة خصيصًا لهم.
بدأ البناء عام 1848 واكتمل عام 1850. أُقيم أول قداس في الكنيسة الجديدة في 29 سبتمبر 1850. على مدار سنواتها الأولى، لعبت الكنيسة دورًا محوريًا في حياة المجتمع الكاثوليكي الألماني المحلي، حيث أنشأت مدارس ومؤسسات اجتماعية تابعة لها.

## العمارة
تم تصميم الكنيسة بأسلوب العمارة القوطية، وتتميز بواجهة من الطوب الأحمر وبرج مركزي مزخرف. تحتوي الكنيسة على نوافذ زجاجية ملونة وأعمال خشبية منحوتة يدويًا، ما يعكس الحرفية العالية التي كانت سائدة في منتصف القرن التاسع عشر. شهد المبنى العديد من الترميمات على مر السنين للحفاظ على هيكله وتاريخه.

## الوضع الحالي
لا تزال كنيسة الصليب المقدس نشطة اليوم، وتخدم مجتمعًا متنوعًا. تستمر الكنيسة في إقامة القداديس والاحتفالات الدينية بانتظام، كما تُعد موقعًا تاريخيًا مهمًا داخل مدينة كولومبوس، وغالبًا ما تُزار من قبل السياح والمهتمين بالتاريخ الديني والمعماري.